# Friedrich Latendorf (Philologe)
Johann Friedrich Theodor Latendorf (* 6. November 1831 in Neustrelitz; † 1. Mai 1898 in Schönberg (Mecklenburg)) war ein deutscher Philologe (Germanist) und Gymnasiallehrer.

## Leben
Friedrich Latendorf war der Sohn des Kammer- und Konsistorialpedells Daniel Friedrich Latendorf in Neustrelitz. 
Latendorf verlor früh die Eltern und wuchs bei Verwandten auf. Er besuchte das Gymnasium Carolinum in Neustrelitz und studierte von 1849 bis 1853 Philologie an der Universität Göttingen. Er trat in den mecklenburgischen Schuldienst und war erst als Hilfslehrer in Neustrelitz und Parchim tätig. 1860 wechselte er an das Gymnasium Friedericianum in Schwerin. Hier wurde er 1869 Oberlehrer und 1873 Professor. Zu dieser Zeit wurde er an der Philosophischen Fakultät der Universität Rostock zum Dr. phil. promoviert. Ab 1877 war er auch Privatdozent für Staatswissenschaften und Ästhetik an der Universität Berlin. Von 1873 bis 1880 hielt Latendorf auch Vorlesungen über Literaturgeschichte am Victoria-Lyceum in Berlin. 
Ab 1860 war er Mitglied im Verein für mecklenburgische Geschichte und Altertumskunde und Verwalter von dessen Bibliothek. Daneben war er Mitglied der Deutschen anthropologischen Gesellschaft und ständiger Mitarbeiter der Mecklenburgischen Zeitung und der Mecklenburgischen Nachrichten. Für die Zeitungen schrieb er vor allem Theaterkritiken. 
Seinen Ruhestand ab 1893 verbrachte er bei seiner ältesten Tochter Doris im mecklenburgischen Schönberg, die dort eine private Mädchenschule leitete. Dort wohnte auch sein gleichnamiger Sohn Friedrich, der als Genre- und Landschaftsmaler bekannt wurde.

## Veröffentlichungen (Auswahl)
- Agricolas Sprichwörter. 1862
- Neanders Sprichwörter. 1864
- Zur Kritik und Erklärung des Reineke Vos. (Fridericianum Schwerin, Schulprogramm, 1865). Bärensprung, Schwerin 1865 (Digitalisat, HathiTrust)
- Zu Laurembergs Scherzgedichten. 1875
- Publizistische Wahrheitsliebe. (Mit Gedichten). 1877
- Zur Erinnerung an Fritz Reuter. Verschollene Gedichte Reuters nebst volksthümlichen und wissenschaftlichen Reuter-Studien. 1879
- Karl Horn, der Stifter der Deutschen Burschenschaft, und Heinrich Gesellius, die Lieblingslehrer Fritz Reuters. Biographische Mittheilungen nebst ungedruckten Briefen und Dichtungen Reuters. Selbstverlag, Pößneck 1881
- Aus Theodor Körners Nachlaß. Liedes- und Liebesgrüße an Antonie Adamberger. Zum erstenmal vollständig und getreu nach der eigenhändigen Sammlung des Dichters herausgegeben. Schlicke, Leipzig 1885